# 넌 실수였어
《넌 실수였어》(영어: The Wrong Missy)는 미국의 2020년 로맨틱 블랙 코미디 영화이다. 넷플릭스에서 5월 13일에 방영하였다.

## 줄거리
포틀랜드에 사는 팀은 소개팅에서 미시라는 별명을 쓰는 멀리사를 만난다. 미시의 지나치게 특이한 행동에 질린 팀은 소개팅 도중 몰래 화장실 창문을 통해 식당을 빠져나가려다가 발목이 탈구된다.
3개월 후 팀은 공항에서 이름이 역시 멀리사인 한 미인과 우연히 마주치고 대화를 통해 서로가 많은 공통점을 지녔다는 사실을 발견한다. 팀은 친밀한 문자를 주고 받은 끝에 멀리사를 회사 하와이 여행에 초대한다. 그러나 나타난 건 미시였고 팀은 자신이 그간 잘못된 멀리사와 문자를 주고 받아왔다는 걸 깨닫는다.
미시는 CEO와 동료들 앞에서 계속 종잡을 수 없고 무모한 행동을 일삼으며 팀을 부끄럽고 곤란하게 만든다. 그러나 미시는 점차 팀이 CEO에게 점수를 딸 수 있게 도와주고 심지어 CEO가 팀을 좋아하도록 최면을 걸기까지 한다. 팀은 어느 새 다재다능하고 역동적인 미시에게 빠져있는 자신을 발견한다.
그러나 CEO가 라이벌 제스를 제치고 팀에게 일을 맡기자 제스는 미시에게 진실을 알려주고 미시는 충격을 받아 하와이를 떠난다. 그와 동시에 제스가 부른 멀리사가 하와이에 도착하는데...

## 출연
- 데이비드 스페이드 - 팀 모리스 역
- 로런 랩커스 - 미시 역
- 닉 스워드슨 - 네이트 역
- 제프 피어슨 - 잭 윈스톤 역
- 재키 샌들러 - 제스 역
- 세라 초크 - 줄리아 역
- 롭 슈나이더 - 코만테이 역
- 크리스 위타스키 - 리치 역
- 로먼 레인스 - 문신한 운동 바보(게리) 역
- 몰리 심스 - 멀리사 역
- 존 팔리 - 캘빈 시니어 역
- 호헤이 가르시아 - 비행기의 남자 역
- 보비 리 - 탑승 수속대 직원 역
- 알린 뉴먼 - 바버라 윈스톤 역
- 조너선 로크런 - 폴 역
- 재러드 샌들러 - 스튜어트 역
- 롭 밴윙클 - 바닐라 아이스(본인) 역
- 크리스 타이톤 - 타이톤 역
- 캔디스 스미스 - 커밀 역

## 시청 등급
- 대한민국: 청소년관람불가